# NinTube
「NinTube」（ニンチューブ）は、甲賀忍者の嵩丸と北斗白影によるYouTubeチャンネル。
「忍術実験バラエティ」を謳いつつ、忍者・忍術について史料的根拠を持って学術的にも紐解いて解説している。

## 概要
2019年、嵩丸により「忍者の忍者による忍者のためのYouTubeチャンネル」として開始される。忍術書や忍者の歴史解説、忍者作品レビュー、忍者スポット紹介、現代忍者へのインタビューなどが行われていた。
2021年より甲賀忍者北斗白影が加わり、忍者の郷として名高い甲賀市のロケーションで忍器の製作や実験も行われるようになる。実験動画の中でも、2022年2月、忍術書「万川集海」に記載される「焙烙火矢」の爆破実験を行った動画は特に話題を呼び、びわ湖放送によるTV番組「金曜オモロしが」でも取り上げられた。
2022年5月より、Weekly Ninja Headline（現NinTube Station）として、週に一度の定期配信が開始。甲賀市や全国の忍者に関連するニュースや、視聴者参加型の忍者大喜利企画などを行っている。
同年7月には、忍道家習志野青龍窟をゲストに迎え、歴史的発見が公表されたばかりの忍術書「間林清陽」について実験動画を配信した。
2022年10月には参加型イベント「忍夜討」の運営を通しても再生数を伸ばし、その様子はNHKのドキュメンタリー番組「いいいじゅー!!」でも紹介された。
2023年には、くノ一Vtuberの嵩芽によるゲーム配信が開始される。忍器の製作や実験も継続される中、制作や実験の前段階である植物の採集や染料の作成動画までも登場する。また、撮影ロケーションを甲賀市から拡大し、草津市、近江八幡市、栗東市、湖南市など、歴史解説動画で取り上げた忍者スポットを実際に訪れる歴史紀行が開始される。
2024年、2月22日の「忍者の日」に、本能寺の変直後の徳川家康逃避行ルートとされる「神君伊賀越え」諸説について、実際に歩行して検証するライブ配信を行った。また、甲賀市を忍者で盛り上げる情報発信などこれまでの活躍から、甲賀市の広報誌「甲賀市広報こうか」2月号において、巻頭特集にNinTubeの紹介記事が掲載された。
同年10月にチャンネルのメンバーシップを開設。メンバー限定の初配信ではゲーム実況が公開され、それに伴う新企画として「フィクションの忍者」も扱ってゆくことが発表される。その他にも、事業として今後取り組んでゆく内容の先行公開や、動画コンテンツよりもさらに一歩踏み込んだ内容のラジオ配信もメンバー限定で行われている。
2025年2月22日には忍者の日企画として、滋賀県甲賀市観光まちづくり協会公式忍者隊「甲賀五十三家おもてなし忍者隊」の最終審査を配信。なお、前述の忍者隊とは別に、チャンネル内では2024年1月より独自で甲賀五十三家をキャラクター化する企画も行っていた。

## 主なコンテンツ

### 本編
基本的に金曜日に更新されている、チャンネルの中心となっている動画コンテンツ。

### NinTube Station
基本的に月曜日に行われているライブ配信。忍者に関するニュース、視聴者参加型の大喜利「忍喜利」のコーナーがある。

#### 忍者大喜利企画お題一覧
（箇条書きの頭の数字はライブ配信の放送回を示す）

3.「ファミレスで忍者が入店拒否！その理由とは？」「甲賀と伊賀の決定的な違いは意外にもこんなことだった　その違いとは？」

4.「敵陣に偵察にいった忍者が帰ってこない理由は？」

5.「写真でひとこと」

6.「１００歳になるくノ一おばあちゃんの得意な忍術」

7.「甲賀にあるマクドナルドの特徴」

8.「最新の忍器とは？」

9.「甲賀忍者が伊賀に入るときに行う儀式とは」

10.「アメリカで３０年修行して帰った甲賀忍者の特徴とは」

11.「甲賀忍者が伊賀のくノ一に告白しました。どんな告白？」

12.「忍句」

13.「敵に見つかった忍者の言い訳」

14.「九字護身法の十文字目、どんな形でどういう意味でなんて言う？」

17.「甲賀流忍術学園４年の鵜飼くんが先生を困らせた自由研究とは」

18.「くノ一キャバクラ、どんなキャバクラ？」

19.「国際ニンジャ学会で新事実が発表されました」

20.「白影さんが勇気１００％になる方法を教えて」

21.「２２回のNステでやってほしいことは？」

23.「夜討に行こうと思ったら仲間が渋りました。なぜ？」

24.「見ろ！◯◯が◯◯のようだ！」

25.「こ・う・がであいうえお作文」

26.「甲賀流からくり屋敷の新しいからくりとは」

27.「忍者っぽいカンニング方法」

28.「写真でひとこと」

29.「伊賀忍者と甲賀忍者の夫婦が離婚しました。理由は？」

30.「良き忍者とは◯◯もなく◯◯もなく◯◯もなく◯◯もなし」

31.「ダジャレ選手権」

32.「くノ一アイドルのデビュー曲は？」

33.「白影をプロデュース」

36.「ツッコミどころが多い甲賀忍者の肖像」

37.「穴埋め」

38.「緊急忍者ニュースをお伝えします。どんなニュース？」

39.「穴丑と雪の女王、どんな話？」

40.「甲賀にしか現れない忍者モンスター」

41.「クナイの新しい使い方」

42.「早押し忍者クイズ」

43.「写真でひとこと」

44.「忍者しりとり」

45.「斥候見聞録」

46.「斥候見聞録」

47.「一発ギャグ」

48.「wiki-jack」

49.「何の変哲もないMr.くノ一の特徴」

50.「チャットGTP物語」

51.「湘北高校忍者分の先生の一言」

52.「忍者あるある」

54.「mmさんの忍者名、何のグラフ？、ブロッコリー嫌いの忍者に食べさせる方法、写真でひとこと、穴埋め」

55.「嵩丸さんが３ヶ月で痩せる方法」

56.「斥候中の忍者が目撃したものとは？」

57.「例のアイツ新キャラ」

58.「Nintubeクイズ大会」

59.「忍者クイズ大会」

60.「穴埋め」

62.「流行語大賞忍者部門、◯◯がなければ◯◯ればいいじゃない、写真でひとこと、当流奪口忍之巻註みたいなことを言ってください、穴埋め」

63.「恥ずかしい絵日記」

64.「ガーティックフォン」

65.「第ニ回一発ギャグ選手権」

66.「忍術村年間通行手形の期間限定特典」

67.「写真でひとこと」

68.「甲賀の忍者新商品が出ました、どんな商品？」

69.「白影さんが回答する忍喜利のお題」

70.「嵩丸さんの大人の忍者名」

71.「忍者じゃないのに忍者に聞こえる選手権」

73.「立ちすぐり居すぐり選手権」

74.「忍者選手権新種目」

76.「忍夜討の新システム」

77.「Nintube映像祭」

78.「忍者とかけて◯◯とときます」

79.「清盛の資質を見極めよう」

80.「Nintubeで一句」

81.「嵩丸の資質を見極めよう」

82.「白影の資質を見極めよう」

83.「甲賀の忍者新商品を考えよう」

84.「つっこみどころ満載の年賀状」

85.「今後のNステの企画」

86.「ある忍者がSNSで炎上、どんな投稿？」

87.「忍者のデジタルタトゥー」

88.「新しい忍者ソング」

89.「Nintubeショッピング」

90.「この人忍者好きなんだろうな。なぜそう思った？、だめだよ忍者くんと怒られた。なぜ？、信長に「なぜ撃った？」と聞かれたらなんて返す？」

91.「手裏剣が日頃思ってること、大物演歌歌手が甲賀忍者の歌をリリース。タイトルは？、多羅尾光俊が家康から家に泊めてと迫られた」

92.「３６５日飢渇丸を食べ続けたら？、◯◯忍者隊　最強の◯◯、鵜殿兄弟の喧嘩の理由」

93.「５００年後の忍者、忍者が集める７つの道具、伴与七郎がSNSでBANされた理由」

94.「水遁の術のあとに堀から出て一言、タートルズのゲームが販売停止の理由、芥川九郎左衛門が下着の他に盗んだもの」

95.「恥ずかし忍者エピソード」

96.「穴埋め、いやそれ嘘でしょっていう忍者の情報」

97.「この忍者体験施設、明日潰れるんだろうな、嵩丸の被り物」

98.「写真でひとこと、新しい協力隊にしてほしいこと」

99.「写真でひとこと、渡辺屋敷に立てる忍者の銅像」

100.「一発ギャグ」

102.「一発ギャグ」

103.「NHKのど自慢甲賀開催時に歌うもの」

104.「忍者を大河ドラマにしたら…？」

105.「株式会社Nintube　どんな会社だったら働きたい？」

106.「忍者検定「超級」の内容とは？」

107.「五貫目さんの恋を成就させるには？」

108.「クイズ白影の２１のコト」

109.「クイズ嵩丸の２１のコト」

110.「おすすめ忍者本」

111.「写真でひとこと」

112.「猫ミーム選手権１」

113.「猫ミーム選手権２」

114.「おもしろ画像選手権」

115.「フリートーク」

116.「忍具に人格があったとして日々思っていること」

117.「フリートーク」

118.「白影さんへのおすすめピアス」

119.「フリートーク」

120.「写真でひとこと」

121.「フリートーク」

122.「リアルタイム忍喜利（忍者専用クレーンゲームでいらない景品、写真でひとこと、忍者の四病気）」

124.「理想の忍者内閣」

125.「リアルタイム忍喜利（１話で打ち切りの忍者漫画、新グッズの名前や使い方、「ニンジャはいますか？」と聞かれたときの答え方」

126.「忍者の日にやってほしいこと」

127.「忍者札」

128.「忘年会に使える出し物」

129.「フリートーク」

130.視聴率50%忍者の冠番組！そのタイトルと内容とは？

131.写真でひとこと（MIOマスクと桜）

132.「週刊忍者のスクープ」

133.忍者お絵描き選手権

134.みんなから大人気のあの人はあだ名が「忍者」どんな人？

135.Wikipediaの「NinTube」というページに書き足すべき内容は？

136.忍者あいうえお作文「くのいち」

137.忍者オーディションで落選した理由は？

138.油日大明神に誓って？

139．こんなニンチューブは嫌だ

140.写真でひとこと(囲まれる嵩丸）

141.大阪万博に出現した「甲賀パビリオン」とは？

142.忍者ショートコントフェス2025

143.Ninjack・NinTubeでやって欲しいことは？

144.雑談

145.頭領から「今日から君は在宅忍務だ！」と言われた忍者。在宅忍務で困ることとは？

146.忍者になりすましたSNS投稿

147.抜き打ち忍者検定テスト

148.画像に文字または絵を入れてください

149.雑談

NinTube Station 卍130以降は概要欄にその日のお題が記載されている。